# Gdium

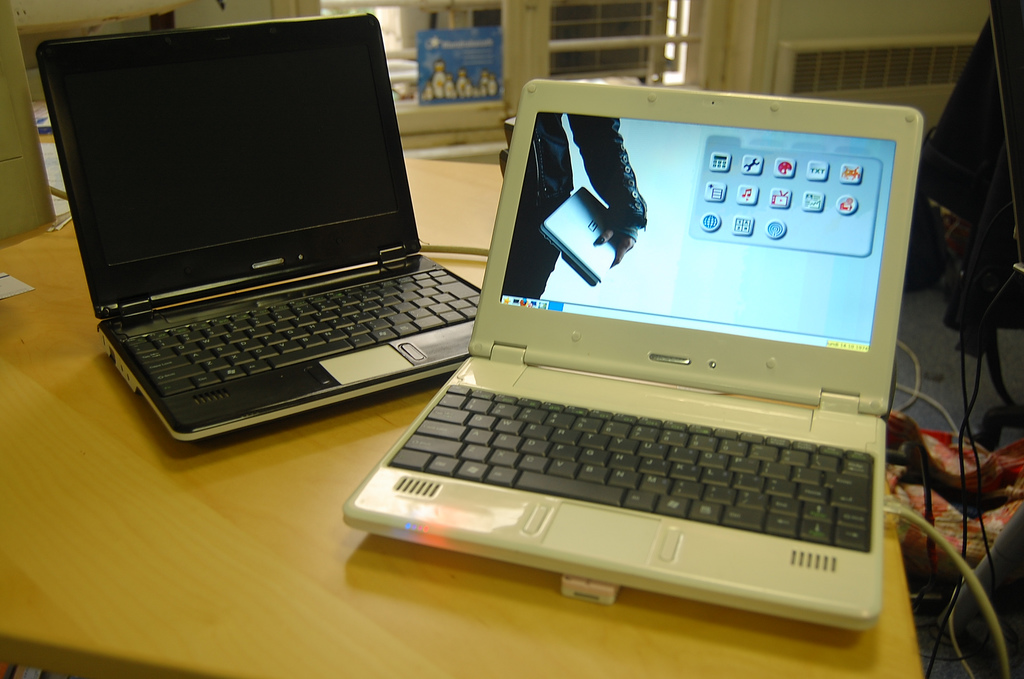
Computadorsa fhtfht

Gdium es un modelo de subportátil producida por la empresa europea EMTEC. La presentación oficial del producto será realizada en agosto de 2008 durante el salón IFA de Berlín, la feria de la electrónica de la comunicación más grande del mundo.

## Características técnicas
Con un peso de 1,1 kg, la Gdium dispone de una pantalla de 10" y resolución 1024x600, Wi-Fi 802.11b/g, puerto ethernet, cámara web integrada, altavoces y ranura SDHC. El procesador con que cuenta es un Loongson™ 2F de ST Microelectronics con arquitectura de 64 bits, lo que permite al equipo trabajar sin ventilador.
La Gdium realiza el arranque desde un live USB que puede ser conectado también en otra computadora. Esta memoria USB contiene el sistema operativo (SO), una distribución Linux realizada por Mandriva que recibe el nombre de G-Linux. Este dispositivo también incluye OpenOffice.org, el navegador web Mozilla Firefox y el cliente de correo electrónico Mozilla Thunderbird, cliente de mensajería instantánea y antivirus entre otros paquetes.

### Especificaciones del sistema:[8]
- Tamaño de la pantalla: 10 (254 mm)
- Resolución: 1024 x 600
- CPU: 900 MHz 64bits Loongson™ 2F de STMicroelectronics
- Sistema operativo: Mandriva G-Linux
- Video: Silicon Motion SM502 con 16 MiB
- RAM: 512 MiB DDR2
- Memoria en estado sólido: 8 GiB o 16 GiB USB "G-Key"
- Cámara: 1,3 Mpixels
- Teclado: 240mm de largo y 96,8mm alto.
- Red inalámbrica: WiFi 802.11 b/g
- Red: 10/100 Mbit/s
- Autonomía de la batería / Capacidad: 4 horas / 5000 mAh
- Lector de tarjetas SD / SDHC
- 3 puertos USB: 2 USB 2.0 y 1 USB 2.0 para "G-Key"
- 1 conector VGA de 15pin D-sub, pudiendo ofrecer 1280x1024 de resolución para el monitor externo.
- Salida auriculares: 1 "jack" de 3,5mm
- Entrada micrófono: 1 "jack" de 3,5mm
- Dimensiones: 250 x 182 x 32 mm
- Peso: 1,2 kg